# 矢嶋大樹
矢嶋 大樹（やじま だいき、1979年8月2日 - ）は、日本中央競馬会 (JRA) ・美浦トレーニングセンターに所属している調教師。

## 来歴
群馬県立高崎高等学校卒業。慶應義塾大学馬術部出身。
2006年7月、JRA競馬学校厩務員課程に入学する。
2007年1月、美浦・浅野洋一郎厩舎所属の厩務員及び調教厩務員となる。5月、浅野洋一郎厩舎で調教助手となる。
2012年4月、調教師を目指すため美浦・手塚貴久厩舎所属の調教助手となる。調教助手としてアユサンやウインマリリンなどの調整役を務めた。
2022年12月、2012年から毎年受験していた調教師試験に11度目で合格する。もともと競馬に関する仕事に興味があり、中でも調教助手をやりたかったという気持ちから調教助手になったが、家族会議で妻から「厩務員としての才能はないでしょ?」と言われて、確かにと思い調教師を本気で目指しす気持ちが強くなり、しっかり勉強を始めた。また、調教師試験合格の報は香港国際競走の香港ヴァーズに出走するウインマリリンや、香港マイルに出走するシュネルマイスターとの遠征中に受けた。
2024年3月6日に厩舎を開業した。定年のため調教師を引退した中野栄治厩舎より2019年の函館スプリントステークスを制したカイザーメランジェを引き継ぐ。3月10日には初出走となるレースに、定年引退した高橋裕厩舎より引き継いだカルリーノが出走するも8着に終わった。4月7日中山4Rの3歳未勝利で鹿戸雄一厩舎より引き継いだレッドセニョールが勝利し、15戦目でJRA初勝利。

## 調教師成績
|            | 日付          | 競馬場・開催  | 競走名                   | 馬名               | 頭数 | 人気 | 着順 |
| ---------- | ------------- | ------------- | ------------------------ | ------------------ | ---- | ---- | ---- |
| 初出走     | 2024年3月10日 | 2回中山6日10R | 東風ステークス           | カルリーノ         | 14頭 | 12   | 8着  |
| 初勝利     | 2024年4月7日  | 3回中山6日4R  | 3歳未勝利                | レッドセニョール   | 16頭 | 2    | 1着  |
| 重賞初出走 | 2024年6月9日  | 1回函館2日11R | 函館スプリントステークス | カイザーメランジェ | 16頭 | 16   | 15着 |
| 重賞初勝利 |               |               |                          |                    |      |      |      |
| GI初出走   |               |               |                          |                    |      |      |      |
| GI初勝利   |               |               |                          |                    |      |      |      |

## 主な管理馬
- カイザーメランジェ

## エピソード
- 厩舎カラーの紺とグレーについて「師匠の手塚先生から紺を頂いて、グレーについては自分が高校は群馬ですけど、出身大学が慶応。昨年、慶応が甲子園で優勝したことにちなんで、ユニホームの色であるグレーを入れました」と説明する[8]。
- 高校1年生の時にナリタブライアンが大好きな同級生の影響を受けて、競馬を見始めたマヤノトップガンの菊花賞で競馬に興味を持つようになる[9]。